# Andy Dalby
Andrew Kenneth Andy Dalby (Gainsborough (Lincolnshire), 8 december 1948) is een gewezen Britse gitarist.
Over zijn leven is weinig bekend. Hij begon bij de muziekgroep Kingdom Come en nam in die groep drie muziekalbums op. Daarna trok hij nog even verder op met Arthur Brown solo. Vervolgens kwam zijn naam voor op het debuutalbum van Kiki Dee, albums van Vapour Trails en Jack Green. In 1980 verscheen zijn naam even op de affiches van Camel bij de tournee na The Single Factor en daarna verdween hij uit de muziekwereld.
- 1972: Galactic Zoo Dossier – Kingdom Come (gitaar en zang)
- 1972: The Journey – Kingdom Come (gitaar)
- 1973: Kingdom Come (album) – Kingdom Come (gitaar, zang)
- 1974: Dance With Arthur Brown – Arthur Brown (gitaar)
- 1974: Kiki Dee (album) – Kiki Dee (gitaar)
- 1976: The Lost Ears – verzamelalbum Kingdom Come
- 1978: Chisholm In My Bosom – Arthur Brown (gitaar)
- 1979: Vapour Trails (album) – Vapour Trails (gitaar, percussie, geluidstechnicus)
- 1980: V T S – Vapour Trails (gitaar)
- 1980: Humanesque – Jack Green (gitaar) (waarop ook Camellid Mel Collins speelde);
- 1981: Reverse Logic – Jack Green (gitaar)
- 1994: On The Road 1982 – Camel (2e gitaar naast Andrew Latimer)

- MusicBrainz: 7a047461-5f9f-45cb-a0b5-ceb2950ebe81
- Virtual International Authority File: 79588559
- WorldCat: E39PBJjxq8GRMfthMjmmDmDXh3